# Liste des ROH World Tag Team Champions

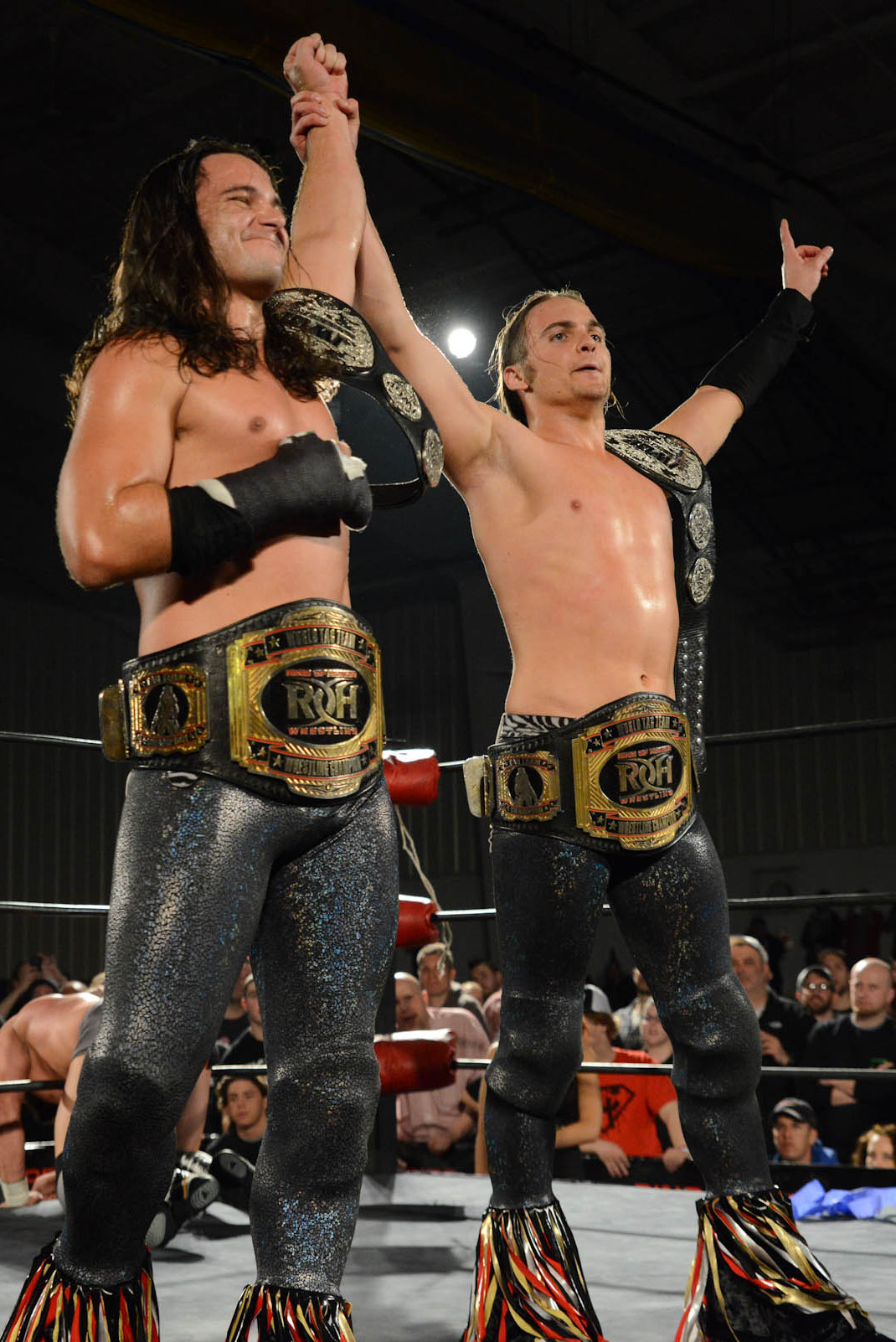
The Young Bucks en tant que champions du monde par équipe de la ROH.

Cet article présente une liste des catcheurs ayant remporté le ROH World Tag Team Championship, titre de catch de la Ring of Honor.
Il correspond au titre par équipe de la fédération. Ce titre, auparavant nommé ROH Tag Team Championship, est apparu pour la première fois en septembre 2002 lors de Unscripted et fut remporté par Christopher Daniels et Donovan Morgan. Le titre fut ensuite renommé ROH World Tag Team Championship en juillet 2006. Les champions actuels sont The Briscoe Brothers (Jay Briscoe et Mark Briscoe) après avoir battu les champions en titres FTR (Cash Wheeler et Dax Hardwood) lors de Final Battle 2022. The Briscoe Brothers ont le nombre de jour de règne combiné de 1449 jours.
Le titre connaît actuellement 64 règnes, pour un total de 38 équipes championnes officielles. Le titre a également été vacant à 4 reprises.

## Historique des règnes
| #   | Champions                                                        | Règne | Date              | Jours     | Lieu                         | Événement                                 | Notes | Réf.   |
| --- | ---------------------------------------------------------------- | ----- | ----------------- | --------- | ---------------------------- | ----------------------------------------- | --- | ------ |
| 1.  | Christopher Daniels & Donovan Morgan                             | 1     | 21 septembre 2002 | 175       | Philadelphie                 | Unscripted                                | Christopher Daniels & Donovan Morgan battent Bryan Danielson et Michael Modest en finale du tournoi pour devenir les premiers ROH Tag Team Champions. |        |
| 2.  | A.J. Styles & The Amazing Red                                    | 1     | 15 mars 2003      | 175       | Cambridge (Massachusetts)    | Expect The Unexpected                     | A.J. Styles & The Amazing Red battent Christopher Daniels et Xavier, qui remplaçait Donovan Morgan. |        |
| _   | Vacant                                                           | _     | 6 septembre 2003  | _         | _                            | _                                         | A.J. Styles & The Amazing Red laissent le titre vacant à cause d'une blessure de The Amazing Red. |        |
| 3.  | Johnny Kashmere & Trent Acid                                     | 1     | 6 septembre 2003  | 26        | Philadelphie                 | Glory by Honor II                         | |        |
| 4.  | Dixie & Izzy                                                     | 1     | 16 octobre 2003   | 16        | Glen Burnie (Maryland)       | Tradition Continues                       | |        |
| 5.  | Jay Briscoe & Mark Briscoe                                       | 1     | 1er novembre 2003 | 175       | Elizabeth (New Jersey)       | Main Event Spectacles                     | |        |
| 6.  | CM Punk & Colt Cabana                                            | 1     | 24 avril 2004     | 21        | Chicago Ridge                | Reborn: Stage Two                         | |        |
| 7.  | B.J. Whitmer & Dan Maff                                          | 1     | 15 mai 2004       | 0         | Lexington (Massachusetts)    | Round Robin Challenge III                 | |        |
| 8.  | Jay Briscoe & Mark Briscoe                                       | 2     | 15 mai 2004       | 0         | Lexington (Massachusetts)    | Round Robin Challenge III                 | |        |
| 9.  | CM Punk & Colt Cabana                                            | 2     | 15 mai 2004       | 84        | Lexington (Massachusetts)    | Round Robin Challenge III                 | |        |
| 10. | Ricky Reyes & Rocky Romero                                       | 1     | 7 août 2004       | 196       | Philadelphie                 | Testing the Limit                         | |        |
| 11. | B.J. Whitmer & Dan Maff                                          | 2     | 19 février 2005   | 42        | Elizabeth (New Jersey)       | Third Anniversary Celebration: Part 1     | |        |
| _   | Vacant                                                           | _     | 2 avril 2005      | _         | _                            | _                                         | Le titre est laissé vacant à la suite du départ de Dan Maff de la ROH. La ROH a couvert le départ de Dan Maff expliquant qu'il a dû prendre sa retraite à la suite d'un accident de voiture qu'il n'a jamais eu. |        |
| 12. | B.J. Whitmer (3) & Jimmy Jacobs                                  | 1     | 2 avril 2005      | 98        | Asbury Park                  | Best of American Super Juniors Tournament | B.J. Whitmer et Jimmy Jacobs battent Jay Lethal et Samoa Joe pour remporter le titre vacant. |        |
| 13. | HC Loc & Tony DeVito                                             | 1     | 9 juillet 2005    | 14        | New York                     | Escape from New York                      | |        |
| 14. | B.J. Whitmer (4) & Jimmy Jacobs (2)                              | 2     | 23 juillet 2005   | 70        | Philadelphie                 | The Homecoming                            | |        |
| 15. | Sal Rinauro & Tony Mamaluke                                      | 1     | 1er octobre 2005  | 77        | New York                     | Joe vs. Kobashi                           | |        |
| 16. | Austin Aries & Roderick Strong                                   | 1     | 17 décembre 2005  | 273       | Edison (New Jersey)          | Final Battle 2005                         | Le 9 juillet 2006 le titre est renommé ROH World Tag Team Championship après la victoire d'Austin Aries & Roderick Strong sur Naruki Doi et Masato Yoshino au Japon. |        |
| 17. | Chris Hero & Claudio Castagnoli                                  | 1     | 16 septembre 2006 | 70        | New York                     | Glory by Honor V: Night 2                 | |        |
| 18. | Christopher Daniels (2) & Matt Sydal                             | 1     | 25 novembre 2006  | 91        | Edison (New Jersey)          | Dethroned                                 | |        |
| 19. | Jay Briscoe & Mark Briscoe                                       | 3     | 24 février 2007   | 7         | Chicago                      | Fifth Year Festival: Chicago              | |        |
| 20. | Naruki Doi & Shingo                                              | 1     | 3 mars 2007       | 27        | Liverpool (Angleterre)       | Fifth Year Festival: Liverpool            | |        |
| 21. | The Briscoe Brothers (Jay Briscoe et Mark Briscoe)               | 4     | 30 mars 2007      | 275       | Détroit (Michigan)           | All Star Extravaganza III                 | |        |
| 22. | The Age of the Fall (Jimmy Jacobs (3) et Tyler Black)            | 1     | 30 décembre 2007  | 27        | New York                     | Final Battle 2007                         | |        |
| 23. | No Remorse Corps (Davey Richards et Rocky Romero (2))            | 1     | 26 juin 2008      | 77        | Chicago Ridge                | Without Remorse                           | |        |
| 24. | The Briscoe Brothers (Jay Briscoe et Mark Briscoe)               | 5     | 12 avril 2008     | 28        | Edison (New Jersey)          | Injustice                                 | Austin Aries remplace Mark Briscoe blessé pendant la seule et unique défense du titre. |        |
| _   | Vacant                                                           | _     | 10 mai 2008       | _         | _                            | A New Level                               | Le titre est laissé vacant par Jay Briscoe & Mark Briscoe à la suite de la blessure de Mark Briscoe. |        |
| 25. | The Age of the Fall (Jimmy Jacobs (4) et Tyler Black (2))        | 2     | 6 juin 2008       | 105       | Hartford (Connecticut)       | Up For Grabs                              | Jimmy Jacobs et Tyler Black battent Kevin Steen et El Generico en finale d'un one-night tournament. |        |
| 26. | El Generico & Kevin Steen                                        | 1     | 19 septembre 2008 | 203       | Boston                       | Driven (2008)                             | |        |
| 27. | Davey Richards (2) & Eddie Edwards                               | 1     | 10 avril 2009     | 253       | Philadelphie                 | Ring of Honor Wrestling                   | Dans un "Tables are Legal" match,. |        |
| 28. | The Briscoe Brothers (Jay Briscoe et Mark Briscoe)               | 6     | 19 décembre 2009  | 105       | Manhattan, New York          | Final Battle (2009)                       | |        |
| 29. | Chris Hero & Claudio Castagnoli                                  | 2     | 3 avril 2010      | 363       | Charlotte (Caroline du Nord) | The Big Bang!                             | |        |
| 30. | The World's Greatest Tag Team (Shelton Benjamin et Charlie Haas) | 1     | 1er avril 2011    | 266       | Atlanta                      | Honor Takes Center Stage Chapter 1        | |        |
| 31. | The Briscoe Brothers (Jay Briscoe et Mark Briscoe)               | 7     | 23 décembre 2011  | 141       | New York                     | Final Battle (2011)                       | |        |
| 32. | The World's Greatest Tag Team (Shelton Benjamin et Charlie Haas) | 2     | 12 mai 2012       | 43        | Toronto (Ontario)            | Border Wars (2012)                        | |        |
| 33. | The All-Night Express (Kenny King et Rhett Titus)                | 1     | 24 juin 2012      | 16        | New York                     | Best in the World 2012: Hostage Crisis    | |        |
| _   | Vacant                                                           | _     | 10 juillet 2012   | _         | _                            | _                                         | Les titres sont rendus vacants à la suite du départ de Kenny King vers la TNA. |        |
| 34. | S.C.U.M (Jimmy Jacobs (5) et Steve Corino)                       | 1     | 15 septembre 2012 | 92        | Chicago                      | Death Before Dishonor X                   | En battant Rhett Titus & Charlie Haas en finale du tournoi. |        |
| 35. | The Briscoe Brothers (Jay Briscoe et Mark Briscoe)               | 8     | 16 décembre 2012  | 176       | New York                     | Final Battle (2012)                       | |        |
| 36. | reDRagon (Kyle O'Reilly et Bobby Fish)                           | 1     | 2 mars 2013       | 147       | Chicago                      | 11th Anniversary Show                     | |        |
| 37. | Forever Hooligans (Alex Koslov et Rocky Romero (3))              | 1     | 27 juillet 2013   | 7         | Providence (Rhode Island)    | Ring of Honor Wrestling                   | |        |
| 38. | The American Wolves (Davey Richards (3) et Eddie Edwards (2))    | 2     | 3 août 2013       | 14        | Toronto (Ontario)            | All Star Extravaganza V                   | |        |
| 39. | reDRagon (Kyle O'Reilly et Bobby Fish)                           | 2     | 17 août 2013      | 203       | Manhattan, New York          | Manhattan Mayhem V                        | |        |
| 40. | The Young Bucks (Nick Jackson & Matt Jackson)                    | 1     | 8 mars 2014       | 70        | Chicago                      | Raising The Bar Night 2                   | |        |
| 41. | reDRagon (Kyle O'Reilly et Bobby Fish)                           | 3     | 17 mai 2014       | 322       | Manhattan, New York          | War of the Worlds (2014)                  | Avec « Flithy » Tom Lawler (lutteur MMA) aux abords du ring |        |
| 42. | The Addiction (Christopher Daniels (3) & Frankie Kazarian)       | 1     | 4 avril 2015      | 167       | San Antonio                  | Ring of Honor Wrestling                   | Après avoir révélé qu'ils incarnaient en compagnie de Chris Sabin le mystérieux clan des Knights of the Rising Dawn |        |
| 43. | Michael Bennett & Matt Taven                                     | 1     | 18 septembre 2015 | 91        | San Antonio                  | All Star Extravaganza VII                 | Dans un Three way Tag team match incluant également The Young Bucks |        |
| 44. | War Machine (Hanson & Raymond Rowe)                              | 1     | 18 décembre 2015  | 143       | Philadelphie                 | Final Battle (2015)                       | |        |
| 45. | The Addiction (Christopher Daniels (4) & Frankie Kazarian (2))   | 2     | 9 mai 2016        | 144       | Dearborn                     | War of The Worlds 2016                    | |        |
| 46. | The Young Bucks (Nick Jackson & Matt Jackson)                    | 2     | 30 septembre 2016 | 155       | Lowell (Massachusetts)       | All Star Extravaganza VIII                | |        |
| 47. | The Broken Hardys (Broken Matt Hardy & Brother Nero)             | 1     | 4 mars 2017       | 28        | New York (État de New York)  | Manhattan Mayhem VI                       | |        |
| 48. | The Young Bucks (Nick Jackson & Matt Jackson)                    | 3     | 1er avril 2017    | 155       | Lakeland (Floride)           | Supercard of Honor XI                     | |        |
| 49. | The Motor City Machine Guns (Chris Sabin et Alex Shelley)        | 1     | 22 septembre 2017 | 168       | Las Vegas, Nevada            | Death Before Dishonor XV                  | . |        |
| 50  | The Briscoe Brothers (Jay Briscoe et Mark Briscoe)               | 9     | 9 mars 2018       | 220       | Sunrise Manor, Nevada        | ROH 16th Anniversary                      | |        |
| 51  | SoCal Uncensored (Frankie Kazarian (3) et Scorpio Sky))          | 3     | 14 octobre 2018   | 61        | Philadelphie, Pennsylvanie   | Glory By Honor XVI - Night 2 Tapings      | Au cours d'un Triple Threat Tag team match impliquant aussi les Young Bucks. |        |
| 52  | The Briscoe Brothers (Jay Briscoe et Mark Briscoe)               | 10    | 14 décembre 2018  | 91        | New York City, New York      | ROH Final Battle 2018                     | C-était un triple threat tag team ladder match impliquant aussi les Young Bucks. |        |
| 53  | Villain Enterprises (Brody King et PCO)                          | 1     | 15 mars 2019      | 22        | Sunrise Manor, Nevada        | ROH 17th Anniversary Show                 | . |        |
| 54  | Guerrillas of Destiny (Tama Tonga et Tanga Loa)                  | 1     | 6 avril 2019      | 107       | New York City, New York      | G1 Supercard                              | Les titres par équipe IWGP étaient également en jeu. |        |
| 55  | The Briscoe Brothers (Jay Briscoe et Mark Briscoe)               | 11    | 20 juillet 2019   | 146       | New York City, New York      | Manhattan Mayhem                          | C'était un NYC Street Fight. |        |
| 56  | The Foundation (Jay Lethal et Jonathan Gresham)                  | 1     | 13 décembre 2019  | 441       | Baltimore (Maryland)         | Final Battle 2019                         | . |        |
| 57  | La Facción Ingobernable (Dragon Lee et Kenny King)               | 1     | 26 février 2021   | 28        | Baltimore (Maryland)         | Ring of Honor Wrestling                   | ,. |        |
| 58  | The Foundation (Rhett Titus et Tracy Williams)                   | 1     | 26 mars 2021      | 107       | Baltimore (Maryland)         | ROH 19th Anniversary Show                 | ,. |        |
| 59  | Violence Unlimited (Chris Dickinson et Homicide)                 | 1     | 11 juillet 2021   | 2 jours   | Baltimore (Maryland)         | ROH Best In The World 2021                | En battant Rhett Titus et Jonathan Gresham (remplaçant de Tracy Williams). Ils remportent les titres pour la première fois de leurs carrières. Il s'agit du règne le plus court. | ,      |
| 60  | La Facción Ingobernable (Dragon Lee et Kenny King)               | 2     | 13 juillet 2021   | 124 jours | Baltimore (Maryland)         | Ring of Honor Wrestling                   | En battant VLNCE UNLTD (Chris Dickinson et Homicide). Ils remportent les titres pour la seconde fois. | [ 18 ] |
| 61. | The OGK (Matt Taven et Mike Bennett)                             | 2     | 14 novembre 2021  | 27 jours  | Baltimore (Maryland)         | Honor For All                             | En battant La Facción Ingobernable (Dragon Lee et Kenny King). Ils remportent les titres pour la seconde fois. | [ 19 ] |
| 62. | The Briscoe Brothers (Jay et Mark Briscoe)                       | 12    | 11 décembre 2021  | 111 jours | Baltimore (Maryland)         | Final Battle (2021)                       | En battant The Kingdom (Matt Taven et Mike Bennett). Ils remportent les titres pour la douzième fois. | [ 20 ] |
| 63. | FTR (Cash Wheeler et Dax Harwood)                                | 1     | 1er avril 2022    | 253 jours | Garland (Texas)              | Supercard of Honor XV                     | En battant les Briscoe Brothers (Jay et Mark Briscoe). Ils remportent les titres pour la première fois de leurs carrières, leurs sixièmes titres par équipe et deviennent également doubles champions par équipe. | ,      |
| 64. | The Briscoe Brothers (Jay et Mark Briscoe)                       | 13    | 10 décembre 2022  | 89 jours  | Arlington (Texas)            | Final Battle (2022)                       | En prenant leur revanche sur FTR dans un Double Dog Collar match. Ils remportent les titres pour la treizième fois et deviennent l'équipe au plus grand nombre de règnes de l'histoire. | [ 23 ] |
| —   | Vacant                                                           | —     | 10 mars 2023      | 21 jours  | —                            | —                                         | À la suite du décès de son frère Jay Briscoe, victime d'un accident de voiture, Mark Briscoe est contraint de rendre les ceintures vacantes et annonce que cinq équipes vont s'affronter dans un Reach for the Sky Ladder match à Supercard of Honor afin de couronner de nouveaux champions.                                        | [ 24 ] |
| 65  | The Lucha Brothers (Penta El Zero Miedo et Rey Fénix)            | 1     | 31 mars 2023      | 112 jours | Los Angeles (Californie)     | Supercard of Honor (2023)                 | En battant Top Flight (Dante et Darius Martin), The Kingdom (Matt Taven et Mike Bennett), Aussie Open (Kyle Fletcher et Mark Davis) et la Facción Ingobernable (Dralistico et Rush) dans un Reach for the Sky Ladder match. Ils remportent les titres pour la première fois de leurs carrières et leurs douzièmes titres par équipe. | [ 25 ] |
| 66  | Aussie Open (Kyle Fletcher et Mark Davis)                        | 1     | 21 juillet 2023   | 37 jours  | Trenton (New Jersey)         | Death Before Dishonor (2023)              | En prenant leur revanche sur les Lucha Brothers et en battant The Kingdom (Matt Taven et Mike Bennett) et les Best Friends (Chuck Taylor et Trent Beretta) dans un 4-Way Tag Team match. Ils remportent les titres pour la première fois de leurs carrières et leurs onzièmes titres par équipe.                                     | [ 26 ] |
| 67  | Better Than You, Bay Bay (Adam Cole et MJF)                      | 1     | 27 août 2023      | 122 jours | Londres ( Royaume-Uni)       | All In (2023)                             | En battant Aussie Open (Kyle Fletcher et Mark Davis), ils remportent les titres pour la première fois de leurs carrières. | [ 27 ] |
| 67  | The Kingdom (Matt Taven et Mike Bennett)                         | 3     | 27 décembre 2023  | 234       | Orlando (Floride)            | Dynamite                                  | En battant MJF dans un 2-on-1 Handicap match. Ils deviennent la 6e équipe à gagner 3 fois les ceintures. | [ 28 ] |
| 68  | Dustin Rhodes et Sammy Guevara                                   | 1     | 17 août 2024      | 224       | Arlington (Texas)            | Collision                                 | En battant Matt Taven et Mike Bennett, ils remportent les titres pour la première fois de leurs carrières. | [ 29 ] |

## Règnes combinés

### Par équipe

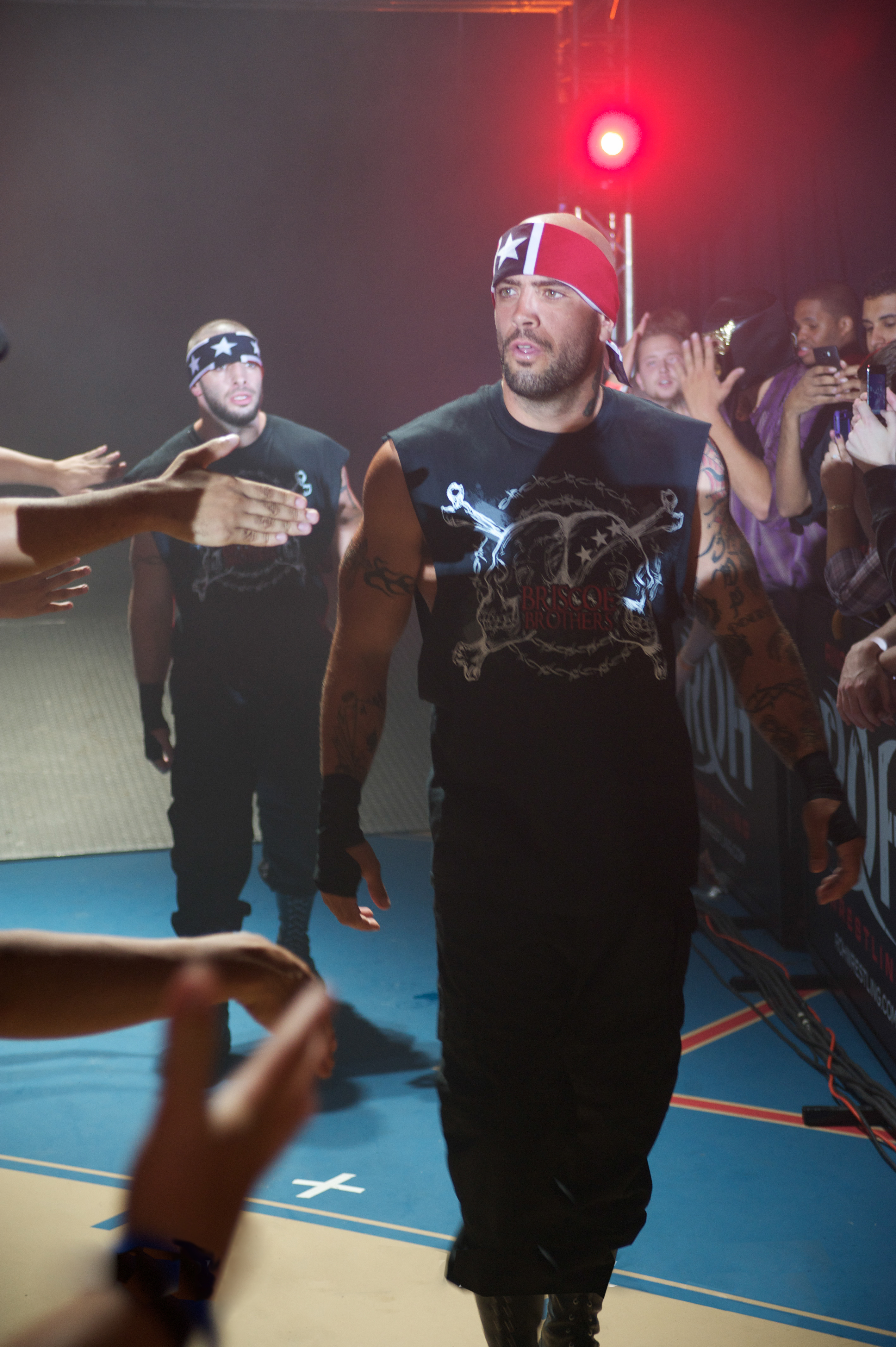
Les Briscoe Brothers possèdent un nombre record de 11 titres par équipe pour une durée de 1119+ jours de règne.

Au  29 mars 2025.
| #   | Équipe                                                          | Nombre de règnes | Jours combinés |
| --- | --------------------------------------------------------------- | ---------------- | -------------- |
| 1.  | Jay Briscoe & Mark Briscoe (The Briscoe Brothers)               | 12               | 1462           |
| 2.  | Kyle O'Reilly & Bobby Fish (reDRagon)                           | 3                | 672            |
| 3.  | Jay Lethal & Jonathan Gresham (The Foundation)                  | 1                | 441            |
| 4.  | Chris Hero & Claudio Castagnoli (The Kings of Wrestling)        | 2                | 433            |
| 5.  | Matt Jackson & Nick Jackson (The Young Bucks)                   | 3                | 399            |
| 6.  | Christopher Daniels & Frankie Kazarian (The Addiction)          | 3                | 311            |
| 7.  | Charlie Haas & Shelton Benjamin (The World's Greatest Tag Team) | 2                | 308            |
| 8.  | Austin Aries & Roderick Strong (Generation Next)                | 1                | 273            |
| 9.  | Davey Richards & Eddie Edwards (The American Wolves)            | 2                | 267            |
| 10. | Cash Wheeler et Dax Harwood (FTR)                               | 1                | 253            |
| 11. | El Generico & Kevin Steen                                       | 1                | 203            |
| 12. | Ricky Reyes & Rocky Romero (The Rottweilers)                    | 1                | 196            |
| 13. | Christopher Daniels & Donovan Morgan (The Prophecy)             | 1                | 175            |
| 13. | A.J. Styles & The Amazing Red                                   | 1                | 175            |
| 15. | B.J. Whitmer & Jimmy Jacobs                                     | 2                | 168            |
| 15. | Alex Shelley & Chris Sabin (The Motor City Machine Guns)        | 1                | 168            |
| 17. | Dragon Lee & Kenny King (La Faccion Ingobernable)               | 2                | 152            |
| 18. | Hanson & Raymond Rowe (War Machine)                             | 1                | 143            |
| 19. | Jimmy Jacobs & Tyler Black (The Age of The Fall)                | 2                | 132            |
| 20. | Michael Bennett & Matt Taven (The Kingdom)                      | 3                | 576+           |
| 21. | Adam Cole et MJF                                                | 1                | 122            |
| 22. | Rhett Titus & Tracy Williams (The Foundation)                   | 1                | 107            |
| 23. | CM Punk & Colt Cabana (Second City Saints)                      | 2                | 105            |
| 23. | Tama Tonga & Tanga Loa (Guerrillas of Destiny)                  | 1                | 105            |
| 25. | Steve Corino & Jimmy Jacobs (S.C.U.M.)                          | 1                | 92             |
| 26. | Christopher Daniels & Matt Sydal                                | 1                | 91             |
| 27. | Sal Rinauro & Tony Mamaluke                                     | 1                | 77             |
| 27. | Davey Richards & Rocky Romero (No Remorse Corps)                | 1                | 77             |
| 29. | Frankie Kazarian & Scorpio Sky (SoCal Uncensored)               | 1                | 61             |
| 29. | Chris Dickinson et Homicide (Violence Unlimited)                | 1                | 61             |
| 31. | B.J. Whitmer & Dan Maff                                         | 2                | 42             |
| 32. | Matt Hardy & Jeff Hardy (The Hardys)                            | 1                | 28             |
| 33. | Naruki Doi & Shingo                                             | 1                | 27             |
| 34. | Johnny Kashmere & Trent Acid (The Backseat Boyz)                | 1                | 26             |
| 35. | Brody King et PCO (Villain Enterprises)                         | 1                | 22             |
| 36. | Dixie & Izzy (Special K)                                        | 1                | 16             |
| 36. | Rhett Titus & Kenny King (The All-Night Express)                | 1                | 16             |
| 38. | HC Loc & Tony DeVito (The Carnage Crew)                         | 1                | 14             |
| 39. | Rocky Romero & Alex Koslov (Forever Hooligans)                  | 1                | 7              |

### Par catcheur
Au  29 mars 2025.
| #   | Catcheur            | Nombre de règne | Nombre de jours combinés |
| --- | ------------------- | --------------- | ------------------------ |
| 1.  | Jay Briscoe         | 12              | 1462                     |
| 1.  | Mark Briscoe        | 12              | 1462                     |
| 3.  | Kyle O'Reilly       | 3               | 672                      |
| 3.  | Bobby Fish          | 3               | 672                      |
| 5.  | Christopher Daniels | 4               | 577                      |
| 6.  | Jay Lethal          | 1               | 441                      |
| 6.  | Jonathan Gresham    | 1               | 441                      |
| 8.  | Chris Hero          | 2               | 433                      |
| 8.  | Claudio Castagnoli  | 2               | 433                      |
| 10. | Matt Jackson        | 3               | 399                      |
| 10. | Nick Jackson        | 3               | 399                      |
| 12. | Jimmy Jacobs        | 5               | 392                      |
| 13. | Frankie Kazarian    | 2               | 372                      |
| 14. | Davey Richards      | 3               | 344                      |
| 16. | Charlie Haas        | 2               | 308                      |
| 16. | Shelton Benjamin    | 2               | 308                      |
| 17. | Rocky Romero        | 3               | 280                      |
| 19. | Austin Aries        | 1               | 273                      |
| 19. | Roderick Strong     | 1               | 273                      |
| 21. | Eddie Edwards       | 2               | 260                      |
| 22. | Cash Wheeler        | 1               | 253                      |
| 22. | Dax Harwood         | 1               | 253                      |
| 24. | B.J. Whitmer        | 4               | 210                      |
| 25. | Kevin Steen         | 1               | 203                      |
| 25. | El Generico         | 1               | 203                      |
| 27. | Ricky Reyes         | 1               | 196                      |
| 28. | Donovan Morgan      | 1               | 175                      |
| 28. | A.J. Styles         | 1               | 175                      |
| 28. | The Amazing Red     | 1               | 175                      |
| 31. | Kenny King          | 3               | 168                      |
| 31. | Alex Shelley        | 1               | 168                      |
| 31. | Chris Sabin         | 1               | 168                      |
| 34. | Dragon Lee          | 2               | 152                      |
| 35. | Hanson              | 1               | 143                      |
| 35. | Raymond Rowe        | 1               | 143                      |
| 37. | Tyler Black         | 2               | 132                      |
| 38. | Matt Taven          | 3               | 576+                     |
| 38. | Michael Bennett     | 3               | 576+                     |
| 40. | Rhett Titus         | 1               | 123                      |
| 41. | Adam Cole           | 1               | 122                      |
| 41. | MJF                 | 1               | 122                      |
| 43. | Tracy Williams      | 1               | 107                      |
| 44. | CM Punk             | 2               | 105                      |
| 44. | Colt Cabana         | 2               | 105                      |
| 44. | Tama Tonga          | 2               | 105                      |
| 44. | Tanga Loa           | 2               | 105                      |
| 48. | Steve Corino        | 1               | 92                       |
| 49. | Matt Sydal          | 1               | 91                       |
| 50. | Tony Mamaluke       | 1               | 77                       |
| 50. | Sal Rinauro         | 1               | 77                       |
| 52. | Scorpio Sky         | 1               | 61                       |
| 52. | Chris Dickinson     | 1               | 61                       |
| 52. | Homicide            | 1               | 61                       |
| 55. | Dan Maff            | 2               | 42                       |
| 56. | Matt Hardy          | 1               | 28                       |
| 56. | Jeff Hardy          | 1               | 28                       |
| 58. | Naruki Doi          | 1               | 27                       |
| 58. | Shingo              | 1               | 27                       |
| 60. | Trent Acid          | 1               | 26                       |
| 60. | Johnny Kashmere     | 1               | 26                       |
| 62. | Brody King          | 1               | 22                       |
| 62. | PCO                 | 1               | 22                       |
| 62. | Dixie               | 1               | 16                       |
| 62. | Izzy                | 1               | 16                       |
| 64. | HC Loc              | 1               | 14                       |
| 64. | Tony DeVito         | 1               | 14                       |
| 65. | Alex Koslov         | 1               | 7                        |